# Gerd Kanter
Gerd Kanter (nacido el 6 de mayo de 1979 en Tallin, Estonia) es un lanzador de disco estonio.
Participó en las olimpiadas de 2004 pero no pasó a la final. 2005 fue el año de su avance, ese año ganó la medalla de plata en Campeonato del Mundo y en la final de mundial de la IAAF, y se llevó a casa una victoria en la Copa de Europa y ganó los Juegos Mundiales Universitarios. También lanzó más de 70 metros por primera vez.
El 4 de septiembre de 2006, en Helsingborg, Suecia, Kanter lanzó más de 70 metros en cuatro ocasiones (69.46 - 72.30 - 70.43 - 73.38 - 70.51 - 65.88). Su mejor marca de 73.38 m fue la tercera mejor de la historia – sólo Jürgen Schult (74.08 m, 1986) y Virgilijus Alekna (73.88 m, 2000) han lanzado más lejos.
En 2007 obtuvo el rendimiento más alto de su carrera deportiva en el Campeonato del Mundo (68,94), consiguiendo la medalla de oro, por delante del alemán Robert Harting y el holandés Rutger Smith.
Gerd Kanter tiene una altura de 1,96 m, y un peso de 121 kilos (2006). En 2007 fue nombrado deportista del año en Estonia. 

## Logros
| Año  | Torneo                          | Lugar               | Resultado | Marca   |
| ---- | ------------------------------- | ------------------- | --------- | ------- |
| 2002 | Campeonato de Europa            | Múnich, Alemania    | 12º       | 55.14 m |
| 2004 | Final mundial de Atletismo IAAF | Montecarlo, Mónaco  | 5º        | 63.28 m |
| 2005 | Campeonato del Mundo            | Helsinki, Finlandia | 2º        | 68.57 m |
| 2005 | Universiada                     | Esmirna, Turquía    | 1º        | 65.29 m |
| 2005 | Final mundial de Atletismo IAAF | Montecarlo, Mónaco  | 2º        | 66.01 m |
| 2006 | Campeonato de Europa            | Gotemburgo, Suecia  | 2º        | 68.03 m |
| 2006 | Final mundial de Atletismo IAAF | Stuttgart, Alemania | 2º        | 68.47 m |
| 2007 | Campeonato del Mundo            | Osaka, Japón        | 1º        | 68.94 m |
| 2007 | Final mundial de Atletismo IAAF | Stuttgart, Alemania | 1º        | 66.54 m |
| 2008 | Juegos Olímpicos                | Pekín, China        | 1º        | 64.50 m |

| Predecesor: Virgilijus Alekna | Campeón Olímpico de lanzamiento de disco Pekín 2008 | Sucesor: Robert Harting |

- Datos: Q1776
- Multimedia: Gerd Kanter / Q1776